# Garryowen
Garryowen é um filme britânico de 1921, do gênero drama, dirigido por George Pearson e estrelado por Marjorie Gaffney, com roteiro baseado num romance de Henry De Vere Stacpoole.

## Sinopse
Cavaleiro irlandês viúvo precisa vencer um grande prêmio (com seu cavalo "Garryowen") para pagar uma dívida e criar sua filha.

## Elenco
- Fred Groves - Michael French
- Hugh E. Wright - Moriarty
- Moyna MacGill - Violet Grimshaw
- Bertram Burleigh - Robert Dashwood
- Arthur Cleave - Giveean
- Alec Thompson - Andy
- Little Zillah - Effy French
- Stella Brereton - Sra. Moriarty
- Lilian Braithwaite - Sra. Driscoll
- Marjorie Gaffney - Biddy
- Betty Cameron - Susie